# Salzgletscher

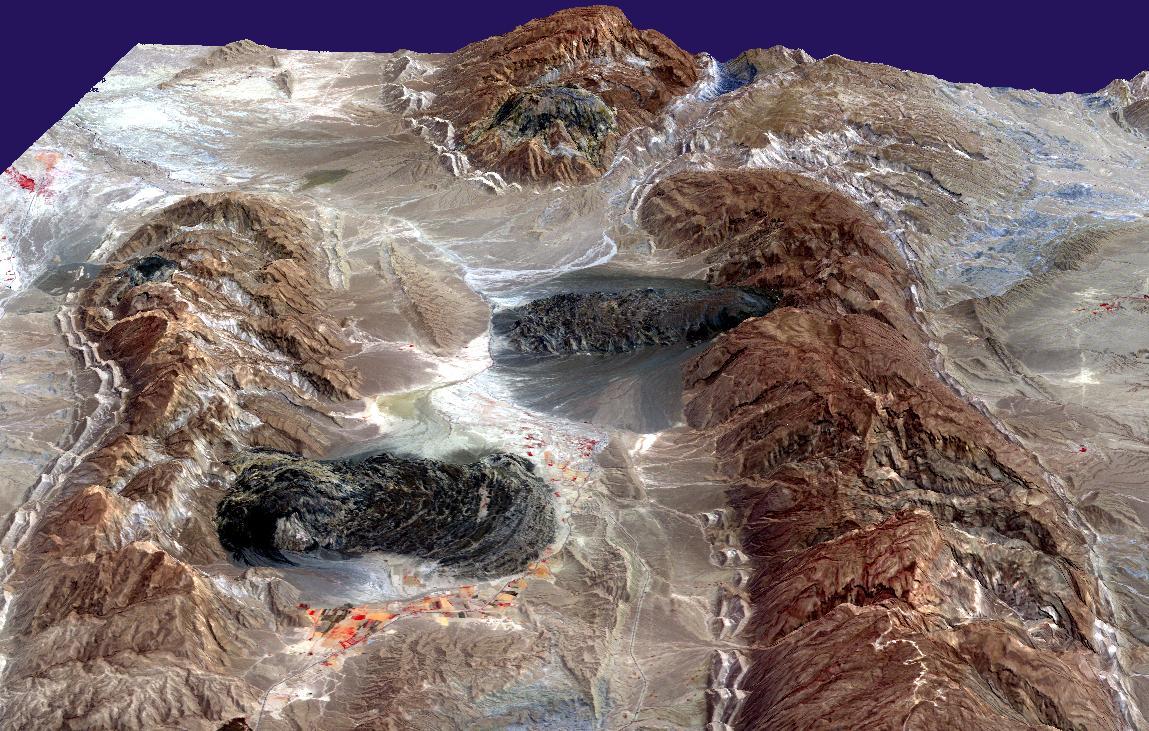
Salzgletscher (dunkle Bereiche) im Zagros, südliche Fars-Provinz, Iran

Salzgletscher sind bis zur Erdoberfläche aufdringende und dort langsam bergab fließende Salzmassen (in der Regel aus Steinsalz bzw. Halit). Sie entstehen, wenn aufsteigende Salzstöcke bzw. Salz-Diapire ihr Deckgebirge durchdringen und die Erdoberfläche erreichen (sog. Extrusion). Entsprechendes Gefälle vorausgesetzt, fließt das Salz der Schwerkraft folgend dann talabwärts. Salzgletscher können wegen der Wasserlöslichkeit von Salzen nur in niederschlagsarmen (ariden) Gebieten entstehen, da die langsam an die Oberfläche tretenden Salzmassen in feuchterem Klima schneller aufgelöst werden, als sie nachgeliefert werden. Dies ist unter anderem bei den mitteleuropäischen Salzstöcken der Fall, wo das Salz schon vor Erreichen der eigentlichen Geländeoberfläche durch Grundwasser aufgelöst wird (siehe auch → Salzspiegel, Hutgestein).
Salzgletscher sind heute vor allem aus dem Zagrosgebirge im Iran bekannt. Die erste wissenschaftliche Beschreibung des Phänomens stammt von George Martin Lees (1927), der auch den Begriff „Salzgletscher“ prägte. Die Viskosität ist abhängig vom Wassergehalt des Salzes (interkristallines Wasser). Sie ist am geringsten – und damit die Fließgeschwindigkeit am größten – wenn das Salz durch Niederschläge durchfeuchtet ist. Fließgeschwindigkeiten von etwa 500 mm pro Tag am Kuh-e-Namak, etwa 20 km nordwestlich von Qom, wurden während der winterlichen Regenzeit beschrieben. Der resultierende Salzgletscher kann mehrere Kilometer Länge erreichen und wie bei aus Eis bestehenden Gletschern von Spalten durchzogen sein. Mitgeführte Tonminerale können das Material dunkel färben.